# 台州火车站站
台州火车站站是台州市域铁路S1线的一个车站，位于中国浙江省台州市椒江区葭沚街道市府大道和东官河以南台州站东广场地下。该站于2022年12月28日启用。本站目前可与杭台高速铁路台州站进行出站换乘，未来可与S2线进行付费区内换乘。

## 车站结构
本站S1线部分为地下二层岛式站台，S2线部分为地下三层岛式站台，车站S1线站台南侧设有一条单渡线（目前所有列车均通过此渡线进行站前折返），北侧设有出入场线（通往中心站停车场），正线北端预留延伸至台州北部郊区（头门港北站）的条件。

### 车站楼层
| 地下一层 | 站厅     | 售票机、客服中心、商店、警务室、安检设施       |  |  |
| 地下二层 | 一站台   | S1线 城南方向（下站：学院路）                  |  |  |
|          | 岛式站台 |                                                |  |  |
|          | 二站台   | S1线 终点站台                                  |  |  |
| 地下三层 | 三站台   | S2线 石塘方向（下站：台州学院/快车：市民广场） |  |  |
|          | 岛式站台 |                                                |  |  |
|          | 四站台   | S2线 北洋方向（下站：内环路/快车：车埭）       |  |  |

### 出入口
- A出口：安达路、瓯越街、市府大道、下北山新小区、宋庆龄幼儿园、台州科技城综合区
- B1出口：璟湖路（东）、东广场
- B2出口：璟湖路（西）、火车站停车场、台州站（东出口）
- C出口：璟湖路（西）、东广场、台州站（东出口）
- D1出口：璟湖路（东）、凯达路、东海大道、台州市域铁路综合服务基地、温州医科大学附属台州妇女儿童医院
- D2出口：璟湖路（西）、火车站停车场、台州站（东出口）

## 接驳交通
- 公交站点：台州火车站
- 公交线路：913路（台州火车站-路桥短途南站）、216路（台州火车站-台州客运西站）、920路（台州火车站-台州客运西站）、156路（台州火车站-椒江公交综合场站）、157路（市体育中心-前所客运站）、K2路（台州火车西站-台州机场）、K8路（台州火车西站-方特）、128路（台州火车站-东山公园）、158路（台州火车站-公交工人路站）919路（台州火车站-公交聚英路站）、1路（台州火车站-公交江滨路站）、308路（台州火车站-台州客运南站）[4]

## 历史
本站在规划和施工阶段名为台州中心站。2022年6月29日，本站由“台州中心站”更名为“台州火车站站”。2022年12月14日，S1线2022年运营突发事件综合应急演练在本站进行。